# Tetratheca halmaturina
Tetratheca halmaturina är en tvåhjärtbladig växtart som beskrevs av John McConnell Black. Tetratheca halmaturina ingår i släktet Tetratheca och familjen Elaeocarpaceae. Inga underarter finns listade i Catalogue of Life.